# سورك (دلغان)
سورك (بالفارسية: سورک) هي قرية تقع في قسم هوديان الريفي (مقاطعة دلغان) في إيران. يقدر عدد سكانها بـ 45 نسمة بحسب إحصاء 2016.